# Кеглович, Ласло
Ласло Кеглович (венг. László Keglovich; род. 4 февраля 1940, Шопрон) — венгерский футболист, защитник.

## Карьера

### Клубная карьера
Во взрослом футболе дебютировал в 1957 году в составе клуба «Сопрони ВСЕ», где играл на протяжении одного сезона.
В 1958 году перешёл в другой венгерский клуб «Дьёр», за который выступал пятнадцать сезонов, приняв участие в 312 матчах и забив 28 голов. Вместе в клубом в 1963 году завоевал чемпионский титул, а в 1965, 1966 и 1967 годах становился обладателем кубка Венгрии.
Завершил карьеру футболиста в 1973 году.

### Карьера в сборной
В 1968 году дебютировал в официальных матчах в составе национальной сборной Венгрии, участвуя в летних Олимпийских играх 1968 года, где команда завоевала золотые медали.

### Тренерская карьера
В 1997 году Кеглович возглавил тренерский штаб клуба «Дьёр», который тренировал на протяжении одного сезона.

## Достижения
«Дьёр»
- Чемпион Венгрии: 1963
- Обладатель Кубка Венгрии: 1965, 1966, 1967